# سيرجي إليوشن
سيرجي فلاديميروفيتش إليوشن (بالروسية: Серге́й Владимирович Илью́шин) هو مصمم طائرات روسي قام بإنشاء شركة تصنيع الطائرات الروسية إليوشن. ولد سيرجي في 30 مارس 1894 في ديلياليفو، روسيا، وأصبح مهتما بالطيران في عام 1910، وتأهل ليصبح طيارا خلال الحرب العالمية الأولى. وبعد حصوله على شهادة الهندسة من أكاديمية مهندسي القوات الجوية عام 1926 بدأ بتصميم الطائرات. تم استخدام طائرتيه، إي أل-2 الهجومية وإي أل-4 قاذفة القنابل، بكثافة خلال الحرب العالمية الثانية. وبعد الحرب تم استخدام طائرتي الركاب إي أل-18 وإي أل-62 بشكل واسع. توفي في عام 1977، ودفن في مقبرة نوفوديفيتشي في موسكو.